# Fadéla M'Rabet
Pour les articles homonymes, voir M'rabet.
Fadéla M'Rabet, née Abada à Philippeville (Algérie française) le 12 avril 1935 et morte à Cormeilles-en-Parisis le 13 mai 2025, est une docteure en biologie, enseignante, femme de lettres et féministe algérienne. Ses ouvrages dans les années 1960 sont parmi les premiers consacrés à la condition des femmes en Algérie, après l'indépendance de l'Algérie.

## Biographie
Fadéla M'Rabet naît le 12 avril 1935 à Skikda pendant la période coloniale française,. Elle y vit dans une grande maison abritant une vingtaine de personnes et plusieurs générations, notamment sa grand-mère paternelle (Djedda) dont elle est proche. Ses parents appartiennent au mouvement oulémiste, un mouvement culturel et religieux lancé par le cheikh Ben Badis, un ami du père de Fadéla, dans les années 1920. Le mot d’ordre de ce mouvement est : « L’Islam est notre religion, l’arabe est notre langue et l’Algérie est notre pays ». Ce père est également le premier à envoyer ses filles à l’école, bien qu’on y parle français. Elle est influencée par sa grand-mère, qui est sage-femme. À l’école et dans la ville, les relations sont tendues entre les communautés algérienne et française.
Elle poursuit des études supérieures à Strasbourg, et devient docteur en biologie,. En 1962, elle revient en Algérie devenue indépendante. Elle y épouse Maurice Maschino, militant français pour l’indépendance algérienne. Elle est elle-même une militante FLN. Il enseigne la philosophie à Alger, elle enseigne les sciences naturelles de 1963 à 1971 dans deux lycées d'Alger. Ils animent de 1963 à 1967 des émissions culturelles et éducatives à la radio Alger Chaîne 3. La radio est alors, dans ce nouvel État, un média de masse, plus accessible que la presse écrite et plus répandue que la télévision : le nombre de postes de radio dans cette période est estimé à 1 million, soit un pour 12 habitants. Fadéla M'Rabet et Maurice Maschino animent en particulier trois émissions : Le magazine de la jeunesse, Cinq minutes d’histoire de l’Afrique et Des livres et des hommes.
C’est à l’occasion de la première de ces émissions qu’elle reçoit des lettres et des appels au secours de jeunes femmes : « J’ai tenté de donner la parole aux jeunes filles qui vivaient dans des conditions lamentables. Elles étaient soumises au mariage forcé. Leurs parents n’avaient jamais imaginé que leurs filles allaient mettre fin à leur vie ». Elle commence à écrire pour souligner quelques aspects du sort qui est réservé aux femmes, dans « un pays qui se dit socialiste ».
Elle écrit un premier ouvrage pour en témoigner, La Femme algérienne en 1965. Mais l'année 1965 est marquée en Algérie par un coup d’État qui marque l’éviction du président Ahmed Ben Bella au profit d’Houari Boumédiène. Le nouveau régime se caractérise par une volonté d'unifier le pays et une mise sous contrôle des médias qui doivent être au service de la « Révolution »,. Deux ans plus tard, en 1967, elle approfondit son propos dans un deuxième ouvrage, Les Algériennes.
Elle cherche à souligner la conditions des femmes, et remet en cause les privilèges des hommes. Cette situation est la même, selon elle, au cœur du FLN puisque les anciennes militantes ont été, après l'indépendance, écartées, face à des hommes se pliant aux traditions. Elle explique que ces enjeux existent dans tous les groupes politiques, et pas seulement chez les plus à droite. Les femmes sont « toujours mineures ». Elle défend la mixité dès l'école maternelle, pour que les garçons voient les filles « comme des humains ».
Ces deux ouvrages étant considérés comme subversifs, elle doit interrompre ses émissions de radio, ne peut plus proposer de reportages à la presse et est radiée de son poste d’enseignante,. ,. Ces ouvrages ont parfois été critiqués par certains, qui y voyaient des femmes décrites en permanence comme des victimes.
En 1971, son mari et elle partent s’installer en France. Ils écrivent ensemble L'Algérie des illusions. La révolution confisquée, publiée en 1972. Pendant 10 ans, elle ne peut retourner en Algérie, n’arrivant pas à renouveler son passeport. Elle devient maître de conférence et praticienne au CHU Broussais Hôtel-Dieu à Paris, et soutient une thèse en biologie, tout en animant des conférences et en intervenant comme journaliste.
En 1974, alors qu'il étudie à Alger, son fils Denis rencontre Dalila Zeghar, sœur de Messaoud Zeghar, un proche de Boumediène, et ils s'enfuient ensemble à Montréal après s'être mariés à Paris. En 1978, Messaoud Zeghar enlève sa sœur à Montréal et la conduit contre son gré en Algérie, ce qui provoque une mobilisation internationale. Le couple est réuni en 1981.
En 1984, quand le Code de la famille algérien est révisé, elle dénonce des traditions qui ne changent pas : polygamie et hommes favorisés dans le cas d'un divorce, garde de l'enfant et héritage.
Elle recommence à publier des ouvrages à partir de 2003. En 2003, elle est également invitée par la ministre Algérienne de la culture, Khalida Toumi, au Salon du livre d'Alger pour présenter Une enfance singulière.
Les médias algériens et français la qualifient régulièrement de première féministe algérienne.
Fadéla M'Rabet meurt à Cormeilles-en-Parisis le 13 mai 2025 à l’âge de 90 ans.

## Principales publications
- La femme algérienne, essai, 1965, Éditions Maspero.
- Les Algériennes, essai, 1967, Éditions Maspero.
- L'Algérie des illusions. La révolution confisquée, essai, 1972, Éditions Robert Laffont, en collaboration avec son mari, Maurice Maschino.
- Une enfance singulière, essai autobiographique, 2003, Éditions Balland.
- Une femme d'ici et d'ailleurs, essai autobiographique, 2005, Éditions de l'Aube.
- Le chat aux yeux d'or. Une illusion algérienne, essai, 2006, Éditions des Femmes.
- Le muezzin aux yeux bleus, essai, 2008, Riveneuve Éditions.
- Alger, un théâtre des revenants, essai, 2010, Riveneuve Éditions.
- Le café de l'imam, essai, 2011, Riveneuve Éditions.
- La salle d'attente, essai, 2013, Éditions des Femmes.

### Articles de presse
- Isabelle Vichniac, « La femme algérienne », Le Monde,‎ 8 avril 1965 (lire en ligne).
- André Adam, « Fadéla M'rabet, Les Algériennes », Revue de l'Occident musulman et de la Méditerranée, no 4,‎ 1967, p. 200-202 (lire en ligne).
- Nicole Berheim, « Les Algériennes, de Fadéla M’Rabet », Le Monde,‎ 22 février 1968 (lire en ligne).
- AFP, « Une femme de lettres algérienne  est suspendu de ses fonctions de professeur », Le Monde,‎ 29 février 1968 (lire en ligne).
- Philippe Herreman, « Un essai d’analyse marxiste », Le Monde,‎ 28 décembre 1972 (lire en ligne).
- Olivia Marsaud, « L'enfance singulière de Fadéla M’Rabet », Afrik,‎ 2 avril 2003 (lire en ligne).
- Nadjia Bouzeghrane, « Fadéla M’Rabet », El Watan,‎ 19 mai 2005 (lire en ligne).
- Marina Da Silva, « Une femme d'ici et d'ailleurs, Fadéla M'Rabet », Le Monde diplomatique,‎ mars 2006 (lire en ligne).
- « Culture, en librairie : Alger, un théâtre de revenants de Fadéla M'Rabet », Le Soir d'Algérie,‎ 6 janvier 2011 (lire en ligne).
- « Culture : Le café de l'Imam de Fadéla M'Rabet », Le Soir d'Algérie,‎ 12 mars 2012 (lire en ligne).
- Julie Clarini, « Génération Algérie », Le Monde,‎ 18 mars 2012 (lire en ligne).
- Kader Bentounes, « Note de lecture, Le muezzin aux yeux bleus de Fadéla M'Rabet : L'art de fusionner avec une double culture », El Moudjahid,‎ 9 décembre 2013 (lire en ligne).

Contexte
- Jean-Charles Scagnetti, « État, médias et émigration en Algérie sous l’ère Boumediene (1965-1978) », Cahiers de la Méditerranée, no 85,‎ 2012, p. 59-70 (lire en ligne).